# Lincolnville, Kansas
Lincolnville är en ort i Marion County i Kansas. Vid 2010 års folkräkning hade Lincolnville 203 invånare.